# الدكتور (دكتور هو)
الدكتور هو، يمثل الشخصية الرئيسية، في مسلسل الخيال العلمي دكتور هو، على القناة البريطانية بي بي سي وان. مثل الدور أيضاً في فيلمين، أولهما تلفيزيوني، والآخر سينمائي. إنه الدكتور الفضائي ذو عمر المئات من القرون، الذي يسافر في التارديس، سفينته المتنقلة في الأبعاد المتوازية الواقعية في الفضاء عبر الزمان، أو التارديس، كما يلقبها الإنجليز، مع رفقائه البشريين.
منذ انطلاق المسلسل سنة 1963، تعاقب على دور الدكتور بواسطة 12 ممثلا، حيث تتغير شخصيات الدكتور عبر ظاهرة التجدد، وهي ظاهرة بيولوجية، تتميز بها هذه الشخصية الفضائية من النوع الشبه بشري، حيث جسدها كل ممثل تنقضي فترة تمثيله أو يرغب بالانسحاب من المسلسل. اختارت جريدة دايلي تيليغراف الدكتور كأفضل شخصية فضائية لبريطانيا. تؤدي دور الدكتور هو الممثلة جودي ويتاكر، التي حلّت محل بيتر كابالدي بعد خروجه من المسلسل في حلقة عيد الميلاد الخاصة للعام 2017، التي صدرت بعنوان «كان ذات مرّتين» (بالإنجليزية: Twice upone a Time)‏.

## تعريف
الدكتور هو سيد من أسياد الزمان من كوكب غاليفري الذي يسافر عبر الزمان والفضاء، في مركبته المتنقلة عبر الأبعاد المتزامنة الواقعية، التي تظهر مثل كابينة إنجليزية للإتصال بالشرطة من الستينيات.
هذا الصنف من الفضائيين يعلم عن طريق مركبته كل شيء عن الزمان والمكان، فهو الذي يختار أن يهرب بعيداً عن منزله بواسطة المركبة المسروقة كما ظهر في حلقة 1969، ألعاب الحرب، وفي حلقة 2013، اسم الدكتور.
بمركبته هاته، يكتشف الدكتور الكون مع رفاقه الذين أغلبهم من البشر، الذين يطرحون عدة أسئلة على الدكتور إيجاد أجوبة لها.
في الحلقات الجديدة لدكتور هو، حيث كان الإشراف عنها من طرف ستيفين موفات، تدور الأحداث حول مستقبل الدكتور، المليء بالنتائج المتنوعة، في زمن الدكتور بعينه، حيث قيل اسمه الحقيقي، حيث صرح أنه «لا يمكن للبشر نطقه». أخبر الدكتور الحادي عشر مرافقته «كلارا أوزوالد» عن مجرد جزء بسيط من اسمه، في حلقة «يوم الدكتور»

### المحيط العائلي للدكتور
لم توصفت أولى سنوات حياته، بالإضافة إلى طفولته على كوكب كاليفري كثيرا. في حلقة" The Sound of Drums"، يصف الدكتور بداية لمناسبة بأكاديمية أسياد الزمن، حيث ينظر الدكتور البالغ من العمر 8 سنوات عبر فجوة في الفضاء والزمن، حيث يجبرونه على الرؤية في ملتقى الزمن. الماستر، كان صديق الطفولة للدكتور، أصبح عدواً له بعد "التجدد الثالث، ومعانداً له في "نهاية الزمن"، القصة الأخيرة للدكتور العاشر. في حلقة "وحش الزمن"، يحكي الدكتور قصة إمضاء طفولته في منزل قرب جبل، ويحكي عن صديق له في طفولته، حيث يوحي للدكتور بالأفكار عندما يكون متضايقاً.
رُوِيَت قصة الدكتور الماضية من طرف الدكتور السابع، الكاتبون أندرو كارتميل، بن آيرونوفيتش، ومارك بلات، طوروا اتجاهات جديدة للمسلسل. تمنى كارتمل أن يعدل شخصية الدكتور من الشخصية "العجيبة والغريبة"، إلى "شخصية تفهم المعنى الحقيقي لدور الدكتور هو.
لم يتم تنفيذ مخطط كارتمل، لكن اعتمد لرواية قصة الدكتور على قصة الكاتب بلات، لسنة 1997، حيث عرف الدكتور ب«الآخَر»، جسم من كوكب غاليفري، أسس شخصية سيد الزمن، بشراكة مع راسيلون وأوميكا.

### في البدايات
اخترع دور الدكتور مِن قبل رئيسة قسم الدراما في البي بي سي، سيدني نيومان. أول شكل وثيقة للسلسلة حيث أصبحت «دكتور هو»، كانت قصة انشئت في مارس 1963، قبل بداية عرض الدكتور هو بنصف عام لكاتب البي بي سي، السيد سي.إيه.ويبر، فكان اسم الوثيقة the troubleshooters. وثيقة ويبر تصف شخصية «رجل، 35–40 عاماً من العمر، له شخصية» غريبة«نوعا ما». لم تعجب نيومان بهذه الفكرة، التي أحدث عليها بعدها تغييرات، أدت إلى تكون شخصية الدكتور هو الذي يتنقل عبر الأبعاد المتزامنة الواقعية في الفضاء عبر مركبة مسروقة اسمها «التارديس».
أول من مثل هذا الدور هو ويليام هارتنيل، منذ 1963. في بدايات البرنامج،
عندما ترك هارتنيل المسلسل بعد ثلاث سنوات من التمثيل، اعطيت مهمة اكمال تمثيل الدكتور إلى باتريك تراوتون. اعتباراً من 25 ديسمبر 2013، تم تمثيل دور الدكتور وتغيير الممثلين 13 مرة. بعد وفاة هارتنيل، تم سنة 1975، تمثيل دوره (الدكتور الأول) في حلقة«الدكاترة الخمسة»، الحلقة الخاصة بذكرى 20 عاماً على انطلاق المسلسل. كانت مدة بقاء الممثل توم بايكر (الدكتور الرابع) سبع سنوات، وهي أطول مدة يقضيها أي ممثل في تمثيل دور الدكتور.
هذا التغيير في ممثلي الدور وسط الحلقات يسببه «التجدد»، ظاهرة بيولوجية تلحق الدكاترة قبيل الوفاة. أصول العرض اكتشفت في الفيلم الوثائقي الدرامي «رحلة في الفضاء والزمن»، أثناء احتفالات ذكرى الخمسين عاماً، حيث مثل ديفيد برادلي دور ويليام هارتنيل (الدكتور الأول).

## الناحية الجسمية والعقلية
رغم أن أسياد الزمن يشبهون البشر، لكنهم، وكمعظم أقربائه من فصيلة أسياد الزمن، فهم يختلفون مع البشر في أشياء، وأقرب مثال، أن البشري يملك قلباً واحداً، بينما الدكتور له قلبان (نظام قلبي ثنائي)، ممران تنفسيان، ودرجة حرارة داخلية بين 15-16 درجة حرارة مئوية (60 درجة فاهرنهايت)،، وله مستويات عالية من الستامينا البشرية، وإمكانية عالية في امتصاص بعض الإشعاعات (الدكتور العاشر استعمل الرونتغين، بعد امتصاصه لأشعة إكس).
يظهر الدكتور قدرة أخرى من قدراته وهي احتمال الحرارة العالية، وقدرة لدخول ذاكرة الآخرين، مثل حلقة «البنت في منطقة الحريق»، بالإضافة إلى أنه يمكنه تقاسم جزء من ذاكرته مع الآخرين كحلقة «الانفجار رقم 2»، ويمكن للناس دخول ذاكرته بعد دخوله للتي لهم، مثل السيدة «دو بومبادور» في حلقة«البنت في منطقة الحريق». في حلقة «نيران بومبي»، أظهر أنه قادر على أن يوقف تركيبة المادة الزمنية. وفي حلقة «قتل القمر»، أثبث الدكتور الثاني عشر، أن على القمر مساحات رمادية لا يمكن لأي أحد رؤيتها غيره. مثل عدة مخلوقات أخرى، يمكن للدكتور أن يحس بما يقترب منه، عن طريق جهاز اتصال تليفاتيكي متطور.

## تغيير الوجوه
تغير الممثلين الذين يلعبون دور سيد الزمن، يظهر قدرة «التجدد»، بعد سكتة قلبية، أو وفاة أو قتل متعمد من أحد أعدائه. بعد دورة التجدد لا يتغير من الدكتور سوى خصائصه من الملامح، وشخصيته.
لم يجد المنتجون أي طريقة للتغير من دكتور لآخر سوى التجدد، فكان أول من مثل دورة التجدد هاته ويليام هارتنيل، بتبديل شخصيته مع باتريك تراوتون. كان مبدأ التجدد هذا قائماً على تغيير جسد الدكتور، من جسد هزيل شيخ، إلى جسد أصغر، وأكثر صحة.
كانت نسخة الدكتور الثاني أصغر من الدكتور الأول، أي أن الزمن البيولوجي يعود للخلف، وتعود للدكتور مئات السنوات الماضية من عمره. في ستة من عشر تحولات، يبدو الدكتور الجديد أصغر مما قبله عند بداية التمثيل. في حلقات إعادة الإحياء، كانت فكرة ستيفن موفات أن يكون عمر الدكتور في بداية عملية التحول من الدكتور التاسع إلى العاشر، ومن العاشر للحادي عشر، وبالضبط إلى الحادي عشر، أواسط الثلاثينيات إلى الأربعينيات من عمره، حتى أن مات سميث، الدكتور الحادي عشر، كان أصغر ممثل للدور منذ بداية المسلسل.
وفي الأسفل جدول يوضح أسماء أسياد الزمن، وتواريخ ظهورهم في البرنامج، وعدد الحلقات التي مثلوها:
| الممثل              | الدور              | عدد المواسم | عدد الحلقات  | تاريخ بداية التمثيل | تاريخ بداية التمثيل | تاريخ نهاية التمثيل | تاريخ نهاية التمثيل |
| الممثل              | الدور              | عدد المواسم | عدد الحلقات  | التاريخ             | العمر               | التاريخ             | العمر               |
| ------------------- | ------------------ | ----------- | ------------ | ------------------- | ------------------- | ------------------- | ------------------- |
| ويليام هارتنيل      | الدكتور الأول      | 4           | 134 (29 قصة) | 23 نوفمبر 1963      | 55                  | 29 أكتوبر 1966      | 58                  |
| باتريك تراوتون      | الدكتور الثاني     | 3           | 119 (21 قصة) | 29 أكتوبر 1966      | 46                  | 21 يونيو 1969       | 49                  |
| جون بيرتوي          | الدكتور الثالث     | 5           | 128 (24 قصة) | 3 يناير 1970        | 50                  | 8 يونيو 1974        | 54                  |
| توم بايكر           | الدكتور الرابع     | 7           | 172 (41 قصة) | 8 يونيو 1974        | 40                  | 21 مارس 1981        | 47                  |
| بيتر دافيسون        | الدكتور الخامس     | 3           | 69 (20 قصة)  | 21 مارس 1981        | 29                  | 16 مارس 1984        | 32                  |
| كولين بايكر         | الدكتور السادس     | 3           | 31 (8 قصص)   | 16 مارس 1984        | 40                  | 6 ديسمبر 1986       | 43                  |
| سيلفيستر ماك كوي    | الدكتور السابع     | 3           | 42 (12 قصة)  | 7 سبتمبر 1987       | 44                  | 6 ديسمبر 1989       | 46                  |
| بول ماك غان         | الدكتور الثامن     | —           | 1 (1 قصة)    | 27 ماي 1996         | 36                  | 27 ماي 1996         | 36                  |
| كريستوفر إكسيليستون | الدكتور التاسع     | 1           | 13 (10 قصص)  | 26 مارس 2005        | 41                  | 18 ديسمبر 2005      | 41                  |
| دافيد تينانت        | الدكتور العاشر     | 3           | 47 (36 قصة)  | 18 يونيو 2005       | 34                  | 1 يناير 2010        | 38                  |
| مات سميث            | الدكتور الحادي عشر | 3           | 44 (39 قصة)  | 1 يناير 2010        | 27                  | 25 ديسمبر 2013      | 31                  |
| بيتر كابالدي        | الدكتور الثاني عشر | 1           | 13 (12 قصة)  | 25 ديسمبر 2013      | 55                  | الآن                | —                   |